# 波馬塞
6°24′N 1°58′E / 6.400°N 1.967°E

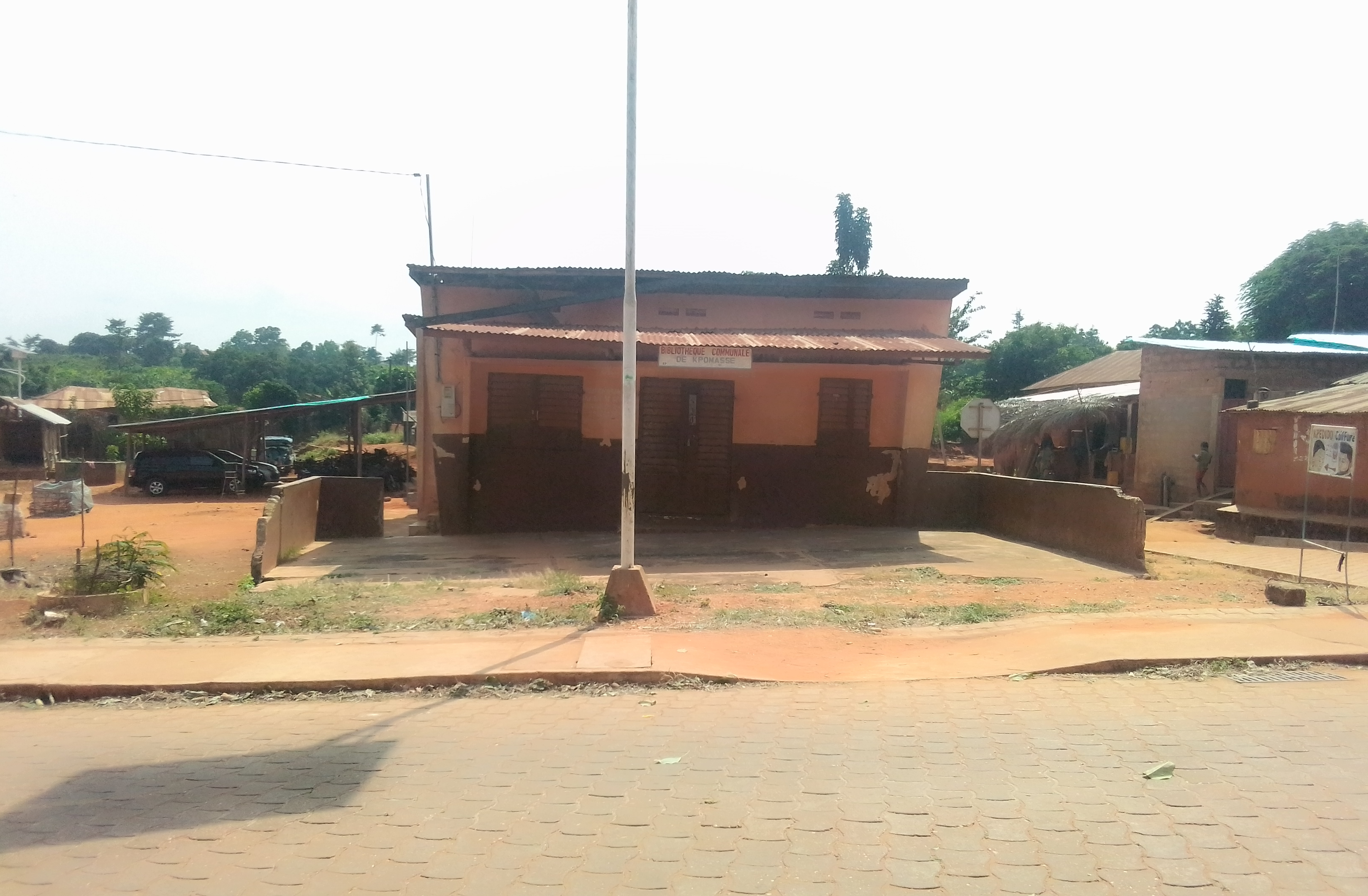
波馬塞的圖書館

波馬塞（法語：Kpomassè），是貝寧的城鎮，位於該國南部，由大西洋省負責管轄，面積305平方公里，海拔高度40米，2013年該城鎮人口67,648，人口密度每平方公里222人。